# Arameeërs in België
De Arameeërs in België (Syrisch: ܣܘܪܝܝܐ ܕܒܠܓ̰ܝܩܐ) of Assyriërs in België vormen een relatief kleine minderheidsgroep, waarvan het grootste deel van hen in de jaren 1980 als politieke vluchtelingen vanuit de regio Tur Abdin, Şırnak en Hakkâri, door oplopende conflicten tussen de Turkse overheid en de Koerdische PKK naar België vluchtte. De termen Assyriër en Arameeër worden hier als synoniemen gebruikt om te verwijzen naar hetzelfde volk. 

## Geschiedenis
Rond 1980 bereikte de eerste golf van Aramese immigranten België. Deze initiële groep bestond voornamelijk uit politieke vluchtelingen die de gewelddadige conflicten tussen Turken en Koerden in Zuidoost-Turkije ontvluchtten. Deze immigranten kwamen voornamelijk uit Aramese regio Tur Abdin. Andere immigranten kwamen uit Aramese dorpen gelegen in het district Cizre, waaronder Hassana, Herbole, Bespin en Gaznakh. Ze waren genoodzaakt hun geboorteland te verlaten en naar Europa te verhuizen in de hoop op een betere toekomst.
Na de Eerste Golfoorlog migreerde een aanzienlijk deel van de Aramese immigranten naar België vanuit Irak en Syrië. In de jaren tachtig begon, vergelijkbaar met andere immigrantengemeenschappen in Europa, het nationalisme te groeien binnen de Aramese gemeenschap in België. Dit markeerde een cruciale stap voor de Arameeërs, die onderdrukt waren en weinig hoop of vooruitzichten hadden voor hun toekomst. De herinnering aan de Aramese genocide speelde een essentiële rol in het vormgeven van deze negatieve mindset.

## Huidige situatie
In Vlaanderen en Brussel zijn verscheidene Aramese organisaties en verenigingen actief. Deze organisaties voeren diverse projecten uit, zoals de publicatie van een boek over de Aramese taal door Efrem Yildiz. Daarnaast werken ze samen met de AACB (Associatie van Assyro-Chaldeeërs in Mechelen) om reizen naar het historische thuisland te organiseren. Ze droegen ook bij aan de productie van de film Akitu, die het Assyrische Nieuwjaar belicht, en ondersteunden de oprichting van de Assyrische Belgische Jeugd (AJB).
Een van de meest prominente organisaties is de Fédération des Assyriens de Belgique, gevestigd in Brussel en omgeving. Deze vrijwilligersorganisatie zet zich in voor de vertegenwoordiging en eenheid van de Assyrische gemeenschap. Daarnaast is er de Aramese Federatie België (AFB), die zich richt op het behartigen van de belangen van de Aramese gemeenschap en hun integratie in de Belgische samenleving.
In Mechelen werd de lokale Assyrische school Ninwita opgericht, wat "klein-Nineveh" betekent. De school heeft als doel de overdracht van de Assyrische cultuur, taal en geschiedenis. De oprichting van dergelijke instellingen is mede geïnspireerd door intellectuelen zoals Naum Faiq, een van de grondleggers van het moderne Assyrisch nationalisme.
De Aramese gemeenschap heeft ook maatschappelijke zichtbaarheid gekregen. Zo nam een lid van de gemeenschap deel aan de verkiezing van Miss België. Daarnaast werd de reportage Assyrische christen van de Tigris naar de Dijle uitgezonden, waarin de migratiegeschiedenis van de gemeenschap wordt belicht.
De Aramese gemeenschap in Mechelen behoort tot de grootste allochtone gemeenschappen van de stad. Hun aanwezigheid kwam onder meer tot uiting in een expositie in de Begijnhofkerk, waarin de Mechelse Arameeërs centraal stonden. De foto's voor deze tentoonstelling werden genomen door Alexandro Yaramis.
De eerste generatie Arameeërs in België werkte voornamelijk in de industrie of begon horecazaken. Latere generaties, geboren in België, volgen veelal hoger onderwijs en zijn actief in diverse sectoren van de samenleving.
Eind augustus 2023 werd het genocidemonument in Jette beklad met pro-Ottomaanse leuzen. De Aramese Federatie België veroordeelde deze daad en riep op tot een krachtig maatschappelijk en politiek signaal om dergelijke acties te voorkomen.

## Bekende Arameeërs in België
- Sanharib Malki Sabah, voetballer